# Gonoplectus remyi
Gonoplectus remyi är en mångfotingart som beskrevs av Demange 1961. Gonoplectus remyi ingår i släktet Gonoplectus och familjen Harpagophoridae. Inga underarter finns listade i Catalogue of Life.